# Tails Noir
Tails Noir (ранее Backbone) — ролевая инди-игра, разработанная EggNut и изданная Raw Fury. На PC вышла 8 июня 2021 года, на PS4, PS5, Xbox One, Xbox Series X/S — 28 октября 2021 года, на Nintendo Switch — 9 февраля 2022 года.

## Сюжет
Действие Backbone разворачивается в антиутопической версии Ванкувера, населённого антропоморфными существами. Главным героем является енот Говард Лотор, частный детектив.

## Отзывы
Андрей Дуванов из «Игромании» дал Backbone 3 звезды из 5 и в своём вердикте написал, что в игру «легко влюбиться с первого взгляда», но отметил, что «возненавидеть её после финальных титров итого проще». Кирилл Волошин из StopGame.ru назвал «нетривиальный, хорошо прописанный мир; колоритных персонажей; отличные диалоги; шикарный визуальный стиль; классную музыку» плюсами Backbone; из минусов он выделил практическое отсутствие геймплея и нелинейности. Фил Иваник из The Guardian вручил проекту 3 звезды из 5 и посчитал, что «классический нуар, интригующий сеттинг и интересные (хотя и очевидные) головоломки — вот что лучше всего удаётся этой игре». Крис Джаррард из Shacknews поставил Backbone 6 баллов из 10 и был «разочарован смешанными чувствами, которые испытывал» к игре.